# 小小諾亞：樂園的後繼者
《小小諾亞：樂園的後繼者》是由Cygames遊戲機遊戲事業部和Grounding開發，Cygames發行的一款Roguelike遊戲，本作是Cygames手機遊戲《小小諾亞》的前傳，於2022年6月28日在Steam、PlayStation 4和任天堂Switch發行，2023年11月2日登陆Xbox Series X/S及Xbox One平台，遊戲講述鍊精術師諾亞探索未知遺跡的故事。
本作由《失落的龍絆》原製作人松浦弘樹負責開發工作，遊戲在立案階段參考了《死亡細胞》、《異域神兵》和《北欧女神传》等作品設計戰鬥系統，美術、角色和音樂則沿襲《小小諾亞》。遊戲推出後獲得大多數媒體的正面評價，媒體稱讚角色豐富多樣的戰鬥系統，同時也批評遊戲內容過分單薄。

## 遊戲玩法
《小小諾亞：樂園的後繼者》是一款橫向捲軸動作遊戲，採用Roguelike的遊玩方式。玩家扮演鍊精術師諾亞，探索未知的遺跡，期間除了與遺跡中的各種鍊金生物戰鬥，還要阻止同樣探索遺跡的格雷一行人。諾亞主要利用鍊金生物「魂偶」進行戰鬥，能使用二段跳、衝刺和瞬移攻擊，絕招諾亞體型會變大並展開大範圍的攻擊
。玩家每次探索遺跡都是一個隨機生成的關卡，開始時會獲得三個隨機魂偶，後續探索過程中能收集其他魂偶和各種道具強化諾亞的能力。遊戲中共有40多種魂偶，諾亞最多可以控制七個魂偶參與戰鬥，五個使用普通攻擊，兩個使用絕招，魂偶的攻擊方式多種多樣，有近戰、遠程、元素攻擊等。在遊戲中達成特定成就，能解鎖諾亞新造型，每個造型都能一定程度提高隊伍戰力，還有不同的絕招。同一關卡中探索過的場景可以隨時通過地圖傳送，地圖上會標記所有未獲取的道具。通關或者闖關中死亡，探索中的道具和魂偶都會結算成「瑪那」和金幣，諾亞可以利用這些資源修復方舟以獲得探索時的增益，還有強化魂偶，讓下一次探索能更容易。遊戲通關後會解鎖挑戰關卡，每個關卡都有特別目標，完成後能獲得諾亞新造型。後續的遊戲更新中，增加了頭目挑戰關卡「魔女的試煉」，遊戲中另一個角色吉帕也成為可玩角色。

## 故事簡介
駕駛巨大方舟的鍊精術師諾亞，在瑪那賽利斯王國旅行途中發現了一處古代遺跡。靠近遺跡時，一隻貓咪降臨方舟，直斥諾亞是入侵者，並召喚了暴風雨攻擊方舟。諾亞被迫控制方舟降落在遺跡附近，並製定了修復方舟和探索遺跡的計劃。探索期間，諾亞發現一個自稱格雷的男主捉住了貓咪，在搶走某件東西後就走向遺跡深處。諾亞用瑪那治療了貓咪並為之取名「吉帕」，吉帕是守衛遺跡的鍊金生物，原以為諾亞和格雷都是覬覦遺跡破壞兵器的入侵者，所以攻擊了諾亞的方舟。如今格雷搶走了控制破壞兵器的鑰匙，奪回控制器迫在眉睫，諾亞表示願意幫忙阻止入侵者後，吉帕就帶隊領路。兩人數次追上格雷，但是都被格雷放出的鍊金生物所阻止，期間格雷也認出了諾亞的身份，並聲稱自己殺掉了諾亞的父親戴安·利特爾。在遺跡最深處，格雷啟動了破壞兵器，並說出了自己的計劃，諾亞的父親戴安·利特爾曾有讓所有人學會鍊金術，集合世界之力開啟真理之門的宏遠，只是在結婚後就放棄了相關研究。研究時製造的人造生命格雷繼承了這些研究，並採取更激進的方式，他視放棄研究的戴安為背叛者，奪走了戴安所有瑪那，殺死了身為「鍊金術師」的戴安。在最終戰諾亞拖住了格雷，吉帕伺機搶回了控制器，重新關閉了破壞兵器，關閉時的逆流吸光了格雷身上的瑪那，讓格雷失去了維持形態的能力。事後，吉帕和諾亞約定，在徹底封閉了遺跡後就與諾亞匯合，諾亞也駕駛修好的方舟離開遺跡。

## 開發
松浦弘樹負責《失落的龍絆》的營運半年後，被Cygames社長渡邊耕一委派到遊戲機遊戲事業部開發一款小巧的動作遊戲。松浦弘樹用了半年時間構思了不同方案，最後參考《死亡細胞》、《異域神兵》和《北欧女神传》的玩法，確認了專案是Roguelike的基本玩法加上隊伍組合，玩家可以在每一輪遊戲中組建不同隊伍和培養角色。專案預計要創作大量角色，為了節省開發時間，松浦弘樹就向事業部部長高木謙一郎建議使用《小小諾亞》既有的角色和美術資源，專案獲批後松浦弘樹開始組建開發團隊。公司內部松浦弘樹找了曾經合作過的米倉俊之擔任遊戲的美術總監，負責《闇影詩章》和《闇影詩章：霸者之戰》文案的擔任遊戲編劇，由於當時事業部大部分人手都在負責《碧藍幻想Relink》的開發工作，松浦弘樹在米倉俊之推薦下找了開發公司Grounding合作，Grounding以柴田健悟為首的團隊負責該專案。開發期間，受到2019冠状病毒病疫情影響，雙方使用Zoom和Slack進行溝通，每週兩次定期會議，日常使用Slack聯絡和交換意見。
新專案繼承了《小小諾亞》的美術和世界觀，開發團隊希望新作品能打造一個系列，延續這個品牌。為了擴大遊戲的傳播範圍，遊戲製作了多種語言版本，並計劃全球發行，此外還設置較低的價格以降低入手門檻。松浦弘樹考慮到新遊戲面向的受眾與原作不同，所以沒有取名為「小小諾亞2」，繼而選擇增加一個副標題，原定為「方舟之國」，後改為「樂園的後繼者」。松浦弘樹在看了原作設定和外傳小說《小小諾亞 Tale of school days》後，決定將新作故事設置在兩者之間，故事風格沒有仿效主流Roguelike遊戲的黑暗風格，而是圍繞主角諾亞和新角色吉帕友情的正面故事，仿效傳統日式角色扮演遊戲的基本故事結構，設有反派和謎團，諾亞在冒險中漸漸與吉帕建立深厚的友誼。遊戲劇情文本量為三萬字，應松浦弘樹的要求，在劇情中特意增加諾亞和吉帕之間的互動劇情，更自然地表現出吉帕從拒人千里到放下戒心主動親近的情感變化，角色對話中也刻意加入小說中的角色名稱，加強系列作品之間的聯繫。遊戲原創的兩個角色，吉帕和格雷都是原作所沒有的角色類型，米倉俊之在設計時參考了原作的美術風格，盡量讓新角色融入到原來的角色之中。米倉俊之還向原作美術總監吉田明彦請教諾亞在戰鬥場景體型變大的設計思路，得知是採用類似《神化嬌嬌女》女主的設定，在那些場景中角色會成長為大人，為此米倉俊之微調了諾亞身體比例，增加了口紅一類的細節，讓角色顯得更成熟。遊戲音樂則沿用崎元仁為前作《小小諾亞》創作的歌曲。
不同於美術和文案有前作可以參考，新作的戰鬥系統是從零開始設計的，期間各種的試錯和調整耗費了不少時間，整套系統用了6到10月完成構建，松浦弘樹一度要向高木謙一郎請求延長開發時間。在確定遊戲類型是Roguelike後，松浦弘樹參考《異域神兵》《北欧女神传》的隊友協同作戰模式，計劃每個按鍵控制一個魂偶，諾亞自身也能使用武器戰鬥，再結合原作的大量戰鬥單位，設計一套豐富的戰鬥系統，後面的方案還加入了重擊效果，投擲角色的戰鬥方式。只是在設計連擊系統時，松浦弘樹發現相關玩法難以兼容，最終簡化了操作，所有魂偶使用同一個攻擊按鍵，還調整了角色的技能後搖，讓連擊體驗更加流暢，此外引入了《失落的龍絆》的戰力統計系統，實時顯示角色隊伍的戰鬥力指數，給與玩家即時反饋。礙於專案開發規模，PC版在發佈初期並不支持鍵盤操作，這招致大量日本海外玩家的批評，後續開發組花了幾個月時間才兼容PC上各類鍵盤。
頭目設計方面，松浦弘樹打算以「鋼鐵巨人」為開發樣本，所以團隊在起初就耗費了兩個月打磨該角色的攻擊機制和動畫，在咨詢渡邊耕一和高木謙一郎的意見後，又為角色設計更換武器的機制，在原來的關卡中增加一些過場的中型頭目，豐富遊戲內容。為了應對新增中型頭目，Grounding開設了不同小組負責各個中型頭目的設計。在內部測試中，松浦弘樹又聽取一些較少接觸Roguelike遊戲的測試員意見，降低了遊戲難度，如減少鋼鐵巨人三分之一的生命值。魂偶設計方面，開發組更多是關注不同魂偶之間的平衡性，還有為原作中沒有攻擊技能的角色設計攻擊機制。同時，松浦弘樹刻意使用了比一般Roguelike遊戲更近的鏡頭，好呈現出主角諾亞和各類魂偶的可愛形象。

## 發行
渡邊耕一原要求松浦弘樹在一年內完成專案，實際專案耗費了兩年多時間完成。松浦弘樹原計劃參考Steam上發行的Roguelike遊戲，先推出搶先體驗版收集玩家反饋，和渡邊耕一討論後認為直接發佈正式版，玩家會有更好的體驗，加上先推出搶先體驗版也會削弱正式版的宣傳效果，所以團隊決定在完成遊戲後再公佈遊戲消息。2022年6月28日，遊戲正式在PS4、任天堂Switch和Steam上推出。同年8月10日，Cygames發佈首個追加下載內容（DLC），內容為旗下《超異域公主連結☆Re:Dive》的聯動服飾和角色，同時遊戲也免費更新高難度的「地獄模式」和新關卡內容。第二個DLC於9月8日發佈，內容是《賽馬娘 Pretty Derby》的聯動服飾和角色。11月15日，Cygames更新了主角諾亞上百句語音。2023年11月2日，遊戲登陸Xbox Series X/S和Xbox One。

## 評價及反響

### 評價
根據在Metacritic的匯總評分，媒體整體評價以正面为主，不少評論員認為遊戲是上手難度較低的有趣Roguelike遊戲，Siliconera編輯大讚遊戲是2022年的驚喜之作。Taijiro Yamanaka在AUTOMATON摘文評價遊戲不僅擁有主流Roguelike遊戲該有的元素，開發商還有效利用了前作《小小諾亞》的內容，形成了獨特的風格。TouchArcade的認為該作雖然比不上一流的Roguelike作品，但也是同類遊戲中的精品。
遊戲的戰鬥系統獲得正面的評價，評論員稱讚不同魂偶能組合多種攻擊模式，具有一定策略性。Fami通評論員和表示，豐富的魂偶組合，讓遊戲有重複遊玩的樂趣；認為魂偶攻擊連貫流暢，諾亞的操作手感很不錯。GAME Watch評論員大讚遊戲有著讓人忘記時間，沉迷其中的魅力，除了魂偶組合讓每一次遊玩都有新的體驗，修復方舟帶來的增益也帶來正面的反饋。遊戲操作簡單，但是多種組合也讓玩法具有一定深度，方便不同玩家以自己的節奏進行遊戲。
遊戲的美術和角色設計獲得一定的好評，電faminicogamer和Game*Spark都稱讚遊戲整體延續了吉田明彦的美術風格，電faminicogamer評論員指出連遊戲介面的設計都有可愛的一面。也提到諾亞用踢來打開寶箱的方式很可愛。Nintendo Life評論員表示遊戲的美術風格類似星之卡比系列和《勇氣默示錄》的混合，遊戲場景細節豐富，不同類型的魂偶和怪物配色鮮明，讓人一眼就能認出來。
一些評論員批評遊戲的內容太少，QooApp評論員Akira認為關卡之間的差異性不大，遊戲內有很多類型的道具，但是在熟悉遊戲後，就能發現只有部分魂偶和道具有用，探險經常只能獲得雞肋的道具和魂偶，很影響遊戲體驗。篝火营地評論員八重樱直言遊戲通關後新內容太少，可以做得只有「继续刷刷刷」，遊戲的劇情內容也不足，「很容易陷入疲倦状态」。3DM編輯伊東也表示「游戏并没有提供足够的后续内容」，遊戲製作規模也只是堪比同類的獨立遊戲而已。《任天堂世界报道》評論員批評遊戲劇情過於單薄，遊戲內容也偏少。

### 銷量
2022年9月16日，Cygames宣佈遊戲全球銷量突破10萬份。2023年12月22日，銷量超過20萬份。

## 外部連結
- 官方网站
- 小小諾亞：樂園的後繼者的X（前Twitter）